# Isosthenurie
Isosthenurie (von griechisch ίσος „gleich“ und σθένος „Stärke“, deutsch auch Harnstarre) bezeichnet (seit Franz Volhard) in der Nephrologie den Verlust jeglicher Konzentrations- oder Verdünnungsfähigkeit der Niere im Rahmen des chronischen Nierenversagens und somit eine Starre der Harnkonzentration. Infolgedessen bleibt das ursprüngliche Filtrat unverändert mit einer fixierten Dichte von 1,010 g/ml. Dieser Wert entspricht dem von proteinfreiem Plasma. Dieser Wert bleibt gleich, unabhängig von der von außen zugeführten Flüssigkeitsmenge.
Unabhängig von einer Niereninsuffizienz kann es auch im Rahmen einer Sichelzellanämie zur Isosthenurie kommen.